# Torneo WTA de Kuala Lumpur 2015
El  BMW Malaysian Open 2015 es el torneo de tenis de la mujer juega en canchas duras al aire libre. Será la sexta edición del BMW Malaysian Open y es un torneo internacional en el WTA Tour 2015. El torneo se llevará a cabo del 2 al 8 de marzo en el Club de Golf Royal Selangor.

## Cabezas de serie

### Individuales femeninos
| Tenista            | Ranking | Preclasificada |
| Caroline Wozniacki | 5       | 1              |
| Sabine Lisicki     | 28      | 2              |
| Casey Dellacqua    | 34      | 3              |
| Jarmila Gajdošová  | 54      | 4              |
| Klára Koukalová    | 58      | 5              |
| Kurumi Nara        | 60      | 6              |
| Bojana Jovanovski  | 63      | 7              |
| Julia Görges       | 67      | 8              |

### Dobles femeninos
| Tenista                           | Ranking | Preclasificada |
| Darija Jurak Klára Koukalová      | 110     | 1              |
| Lyudmyla Kichenok Nadiia Kichenok | 139     | 2              |
| Yuliya Beygelzimer Olga Savchuk   | 155     | 3              |
| Xu Yifan Zhang Kailin             | 171     | 4              |

## Campeonas

### Individuales femeninos
Caroline Wozniacki venció a  Alexandra Dulgheru por 4-6, 6-2, 6-1

### Dobles femenino
Chen Liang /  Yafan Wang vencieron a  Yuliya Beygelzimer /  Olga Savchuk por 4-6, 6-3, [10-4]